# Blepharita sommeri
Blepharita sommeri är en fjärilsart som beskrevs av Lefèbvre 1836. Blepharita sommeri ingår i släktet Blepharita och familjen nattflyn. Inga underarter finns listade i Catalogue of Life.